# Ferdinand-Prosper-Emmanuel-Léon Vieillard
Ferdinand-Prosper-Emmanuel-Léon Vieillard, francoski general, * 1863, † 1946.